# Anjouan
Anjouan este una dintre cele 3 insule cuprinse în arhipelagul Comore. Are statut de insulă autonomă în cadrul arhipelagului, iar capitala sa este orașul Mutsamudu.